# Llatinisme
Un llatinisme és una paraula o expressió llatina que s'utilitza en una altra llengua, sobretot en contextos científics, cultes o elevats.
Alguns llatinismes del català són, per exemple, a priori (a través de l'experiència; de la causa a l'efecte), ex abrupto (cosa dita bruscament), verbigràcia (per exemple), etc. En una altra accepció, s'anomena llatinisme qualsevol expressió (o forma d'expressar-se) pròpia i peculiar de la llengua llatina.
Cal no confondre el llatinisme amb el cultisme. Aquest últim és el mot que va arribar per via culta a la llengua, sense passar per l'evolució fonètica habitual de les paraules patrimonials. Per exemple, les paraules esperit i família són cultismes, però no són llatinismes.